# ۴۲۱ (میلادی)

## رویدادها
- ۸ فوریه - کنستانتیوس سوم امپراتور شریک در امپراتوری روم غربی می‌شود.
- ۷ ژوئن - ازدواج امپراتور تئودوسیوس دوم با آئلیا یودوسیا.
- اعلام جنگ تئودوسیوس به ایران

## مرگ‌ها
- ۲ سپتامبر - کنستانتیوس سوم، امپراتور روم غربی

## فرمانروایان
‎